# 阿里山受鎮宮
23°31′03″N 120°48′38″E / 23.517635°N 120.810678°E
阿里山受鎮宮，簡稱受鎮宮，舊稱受森宮，是位於臺灣嘉義縣阿里山鄉香林村、阿里山國家森林遊樂區內的玄天上帝廟，以近農曆三月初三時會有枯球籮紋蛾停駐而聞名。

## 歷史沿革

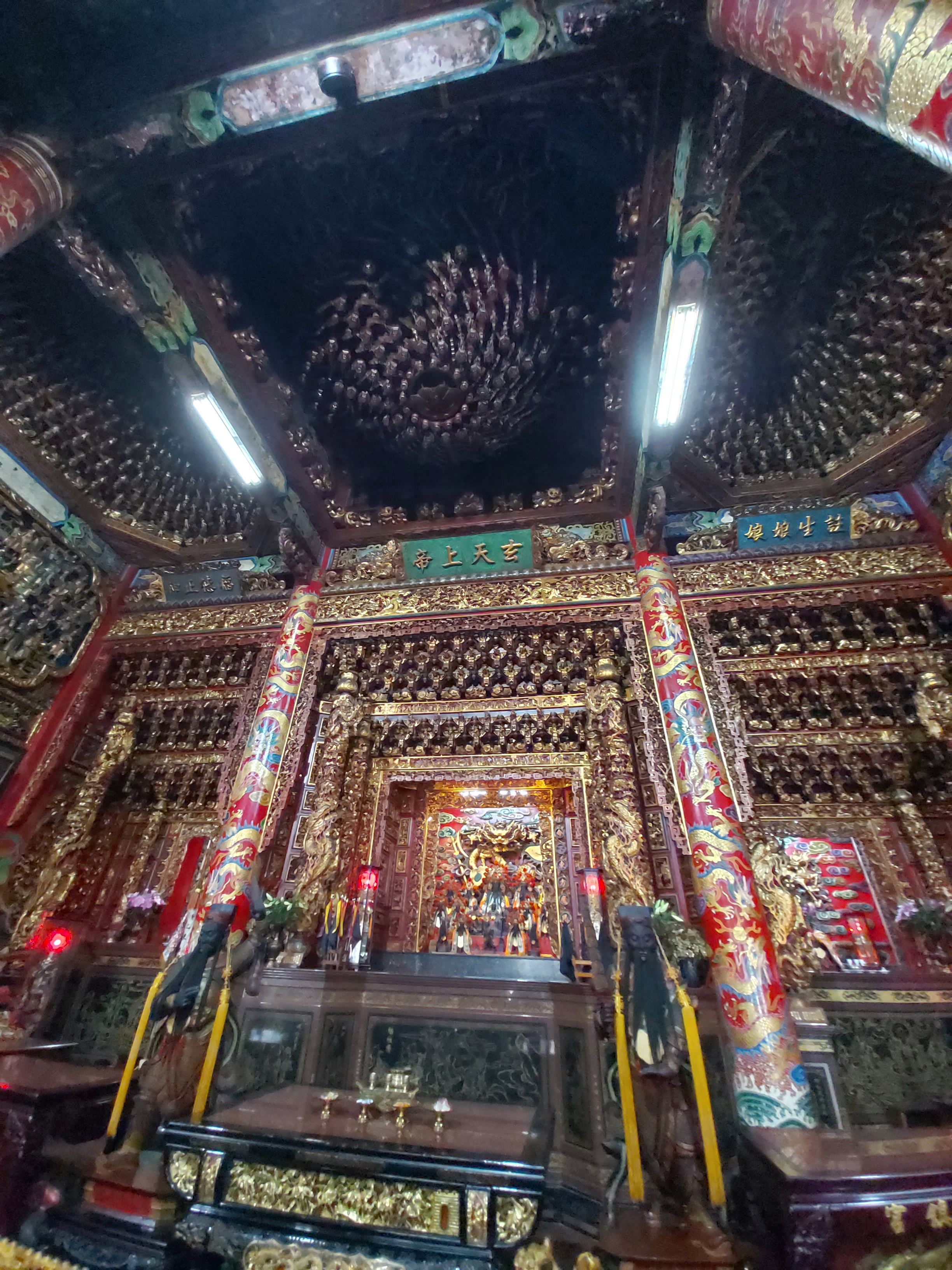
阿里山受鎮宮正殿

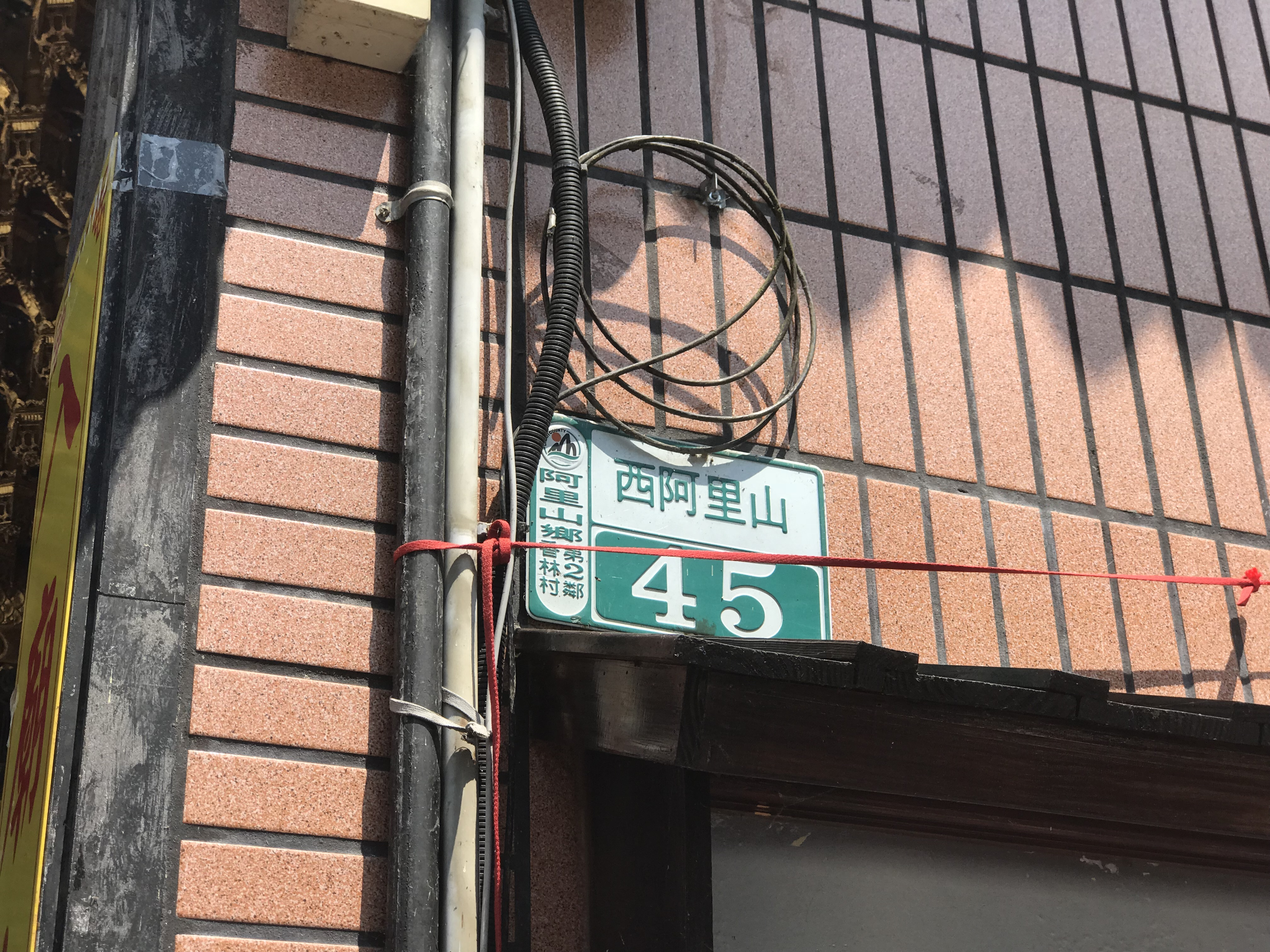
門牌為香林村西阿里山45號。

臺灣日治時期，日本政府為利用阿里山森林資源，廣徵工人興築鐵路、開採林木，但因地處高山、交通不便而醫療資源貧乏，工人只能聽天由命。當時傳出負責燒7號蒸汽集材機的工人目睹靈異事件，且白米洗煮後經常變成紅色。日本人在1935年建立樹靈塔以作安撫；工人則從故鄉松柏嶺受天宮迎來玄天上帝香火祈福。工人在住處膜拜玄天上帝平安符，後有人提議將神符安奉於工寮供人參拜，就成為當地住民信仰的寄託。伐木結束後，許多工人遷居阿里山，原想蓋廟，但當時日本人反對。1945年在現宮址前20公尺建廟，於1948年落成，命名「受森宮」，1955年完成改建後廟名改為「受鎮宮」。
除主祀玄天上帝、還有祭拜福德正神和註生娘娘等。1988年6月5日，受鎮宮管理委員會主任委員黃國欽率四十多名信徒到武當山謁祖，請回一尊祖廟神像，同月22日下午抵達嘉義農村文物公園，接受阿里山三村和十字村等信徒下山膜拜，隨後由龐大車隊護送繞行嘉義市區，晚上七時回到受鎮宮安座。
2004年，後殿完工，當年11月舉行建醮。2017年1月1日，嘉義縣縣長張花冠向受鎮宮敬獻寫有「威靈赫耀」的匾額。

## 飛蛾進駐

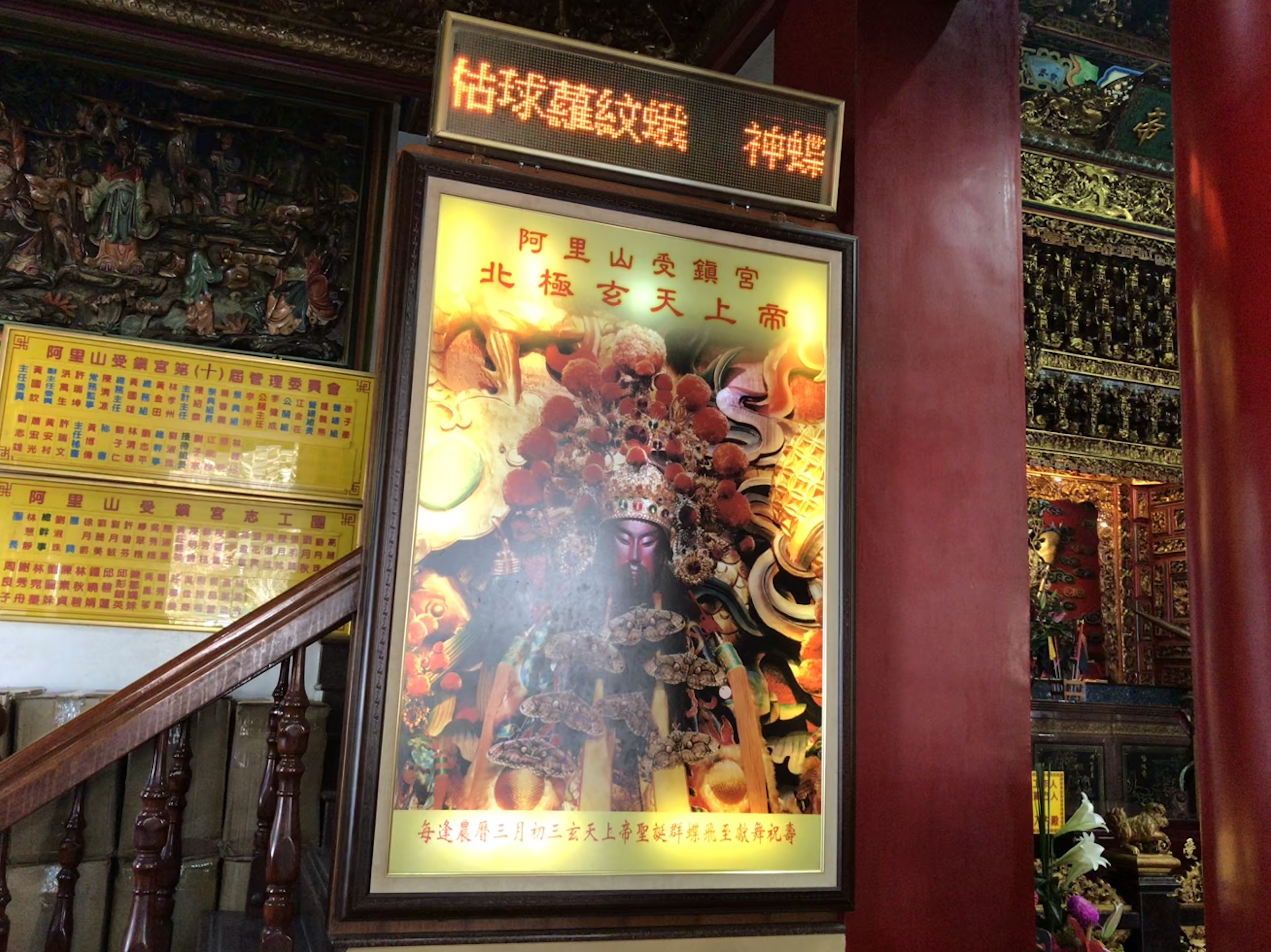
廟內的神蛾看板

此廟除了為阿里山森林遊樂區居民的信仰中心，亦為來阿里山的中國大陸遊客會參觀的廟宇。廟方會對陸客介紹每逢玄天上帝誕辰時，會有許多枯球籮紋蛾來訪。
自1969年改建以來，在農曆三月三日玄天上帝聖誕前，都有數隻蛾類飛來，停留在神像上，不食不飛，直到慶典過後才自行飛離，因此被喻為「神蝶朝拜」或「神蝶祝壽」。廟方在阿里山停車場旁立有一塊看板，上面除繪有蛾的形態外，還寫誕辰時會有七隻色彩豔麗的神蝶會飛來獻舞祝壽。
為了取信質疑蛾是標本、或被膠水沾黏的遊客，廟方會對蛾吹氣，讓其振幾下翅膀。若蛾撞落在地上，廟祝會用金紙拾起放置供桌上。林務局也將此現象納為官方主辦的觀光活動。
作家吳東權拜訪時，聽導遊說玄天上帝曾經救過蝴蝶仙女，因此蝶仙感念救命之恩，每逢玄天上帝誕辰，定派來七隻仙蝶飛來祝壽。該導遊講有一名蝴蝶標本收藏家西館辛，曾向廟中的主持商量願出新台幣五百元買一隻，但用擲杯喊到五千元，卻一直沒有得到聖杯，只好搖頭而去。

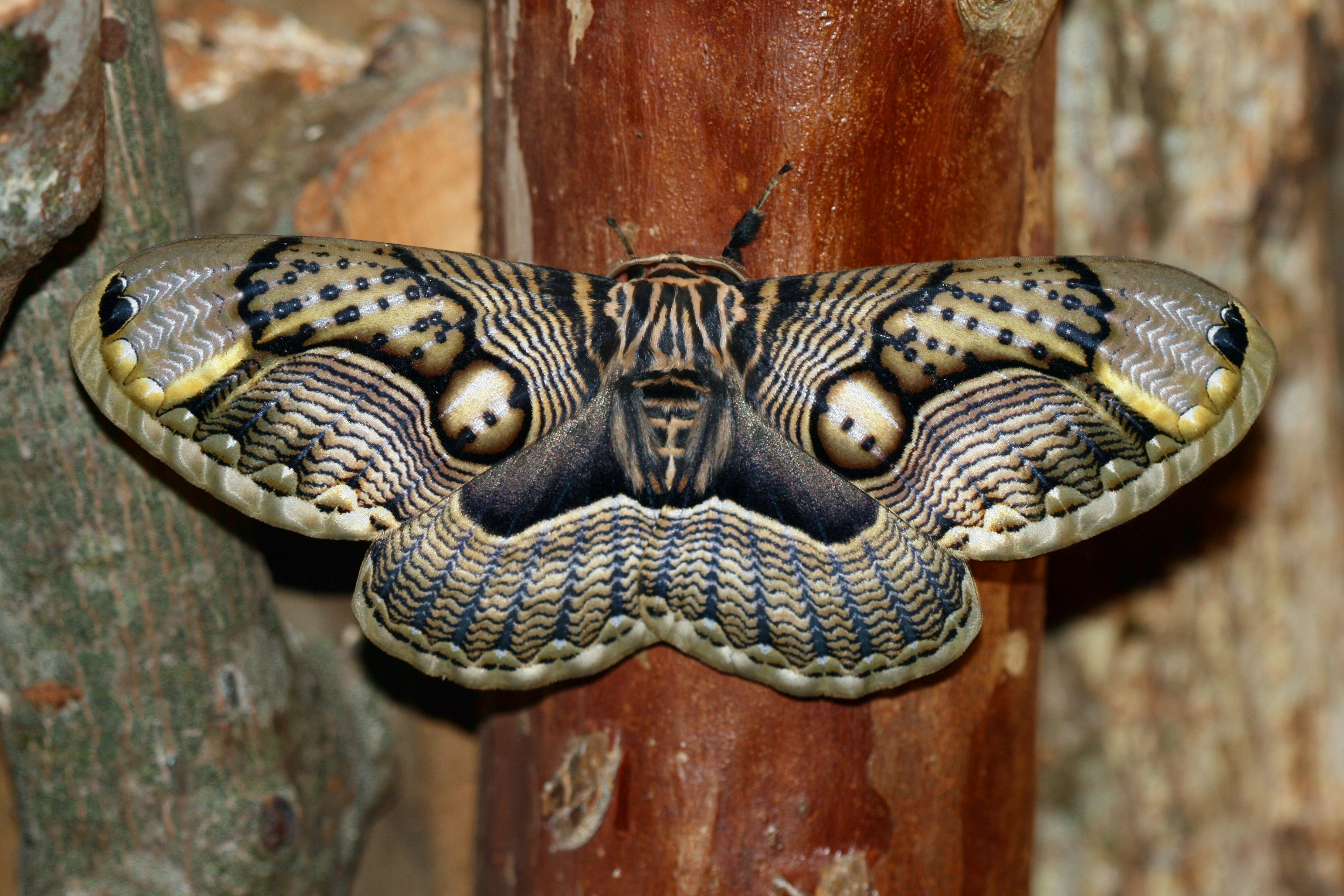
枯球籮紋蛾

林業試驗所研究人員張玉珍撰文表示，枯球籮紋蛾亦名「水腊蛾」，此地所產為一亞種，若在2000公尺地區出現成蟲時期較晚，可遲至3月下旬或4月上旬以後，且在此廟出現數量並不一定是七隻，研究人員更建議從「神蝶」改名為「神蛾」會較為適切；學者范義彬研究，早年受鎮宮附近無其它光源，枯球籮紋蛾受驅光性影響，飛進宮內的機率便提高，而當地人也會把外面的蛾放到受鎮宮；曾和助理們連續三年前往此觀察記錄的林業試驗所趙榮台，調查此蛾會受附近桂花吸引，且廟內的巨大蠟燭燈光或香火味，都可能為吸引蛾類前來之因；蝴蝶專家陳維壽則說，在蛾慕光飛入後，會從保護神像的玻璃版的小圓孔進入，在神像上面交配，而白天為牠們的休息時期，所以遊客見到時似為標本。

## 其他傳說
1988年4月底，林務局玉山林區管理處楠西工作站的造林監工楊新方在阿里山區走迷多天。家屬在失蹤第三天前往此廟燒香膜拜，自廟裡請來三尊神明到阿里山工作站坐鎮，希望藉由人力和神力共同救人。失蹤的第五天凌晨五點許，乩童在楊新方停放機車的地方起乩，指出楊新方可能出現的地點，表示除了要靠祂指示外，需配合一些人間兵馬，才可找到楊新方。在大夥半信半疑之際，身上只剩一件夾克和一條內褲的楊新方居然出現在眾人眼前。意識模糊的他，不知道如何涉過湍急、深度超過胸部的溪水，更無法詳細交代失蹤經過。

## 周圍環境

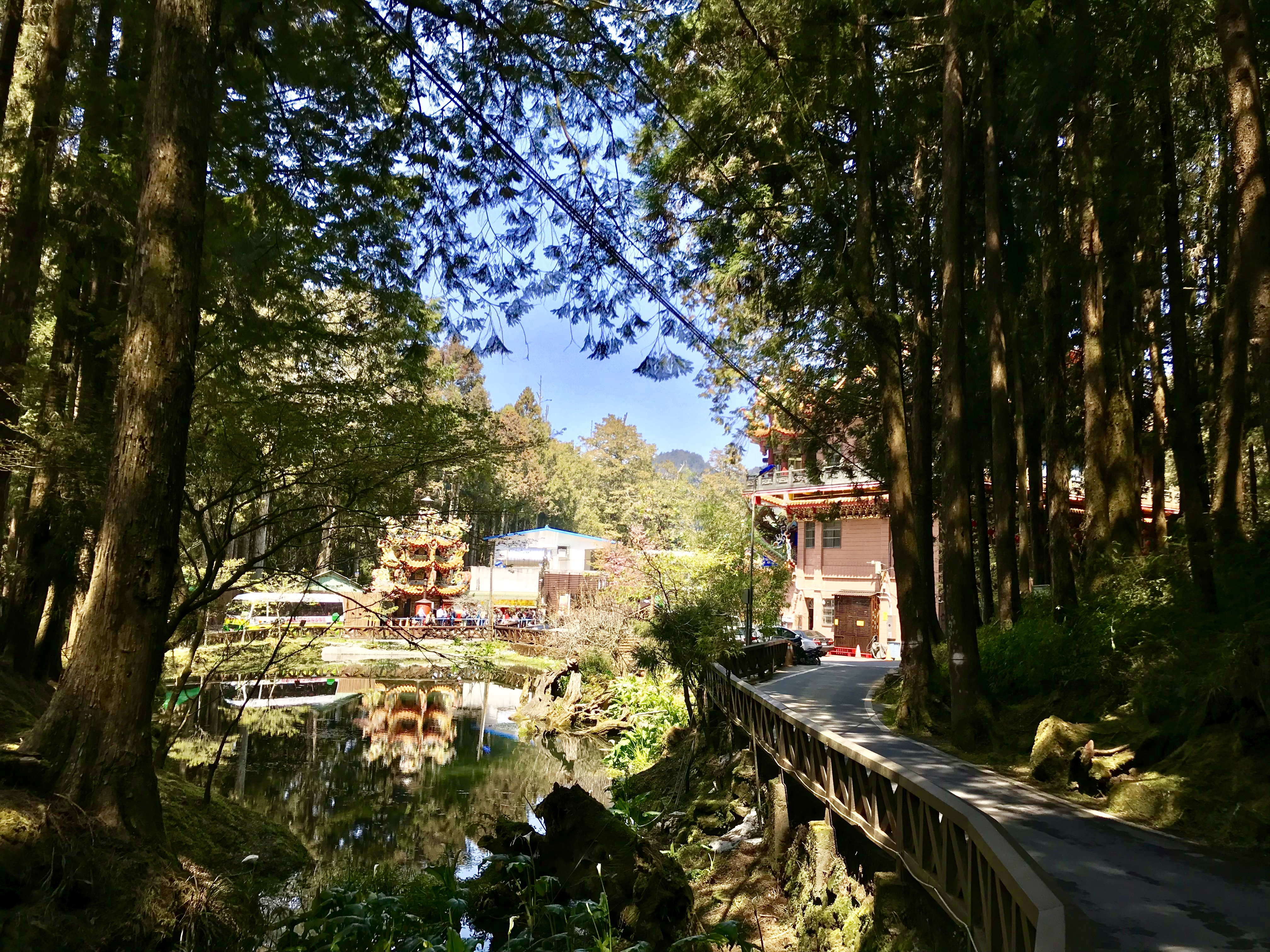
廟旁水池

受鎮宮附近遍植屬於木犀科的桂花，能吸引枯球籮紋蛾前來。
1919年起，日本人鼓勵林務局員工在受鎮宮一帶種植山葵，以配生魚片食用。戰後時期，此經濟植物一度被遺忘，直到被遊覽阿里山的日本商人再度發現，便以經濟誘惑鼓勵當地居民大量種植。但葵農為了替種在密林中的山葵爭天，私將林枝破壞，又以雞糞施肥，引來大量蒼蠅，破壞環境衛生。1969年，台灣省國有林事業區內濫墾地清理計畫公佈，將阿里山劃為特定區而禁種，從此該地種植山葵從合法變為非法。
廟旁本有香林國小校舍，後嘉義林管處為改善阿里山遊樂區內攤販亂象，改建為香林服務區販賣區。空間規畫一樓為攤商、二樓作為展覽、戶外空間為舉辦活動場所，並有遊園車售票處及候車空間，於2014年9月正式對外營運。

## 外部連結
- 阿里山受鎮宮的Facebook專頁